# Cephalops lucidus
Cephalops lucidus är en tvåvingeart som först beskrevs av Hardy 1950.  Cephalops lucidus ingår i släktet Cephalops och familjen ögonflugor.
Artens utbredningsområde är Rwanda. Inga underarter finns listade i Catalogue of Life.